# Alfred Naquet
Pour les articles homonymes, voir Naquet.
Alfred Naquet, né à Carpentras (Vaucluse) le 6 octobre 1834 et mort à Paris le 10 novembre 1916, est un médecin, chimiste et homme politique français, promoteur du divorce judiciaire et partisan de la séparation de l'Église et de l'État.

## Biographie
Issu d'une famille juive comtadine, Alfred Naquet fait ses études de médecine à Paris, en France, et enseigne par la suite la chimie organique à la faculté de médecine.

### Procès du fulmicoton
Le 29 décembre 1867, Alfred Naquet, alors jeune professeur de chimie de 33 ans, est reconnu coupable par la 6e chambre du tribunal correctionnel de la Seine :
- d'avoir fait partie de la Commune révolutionnaire des ouvriers français, une société secrète ayant pour but de « renverser le gouvernement impérial » ;
- d'avoir fourni à ses membres la recette du fulmicoton, une substance explosive utilisée dans la fabrication des bombes.

Il est pour cela condamné à quinze mois de prison, 500 francs d'amende et cinq ans d'interdiction de l'exercice des droits civiques.
Interné, il est à nouveau condamné en 1869.

### Proche de Michel Bakounine
Aux côtés des frères Reclus, Jules Guesde, Benoît Malon, Ferdinand Buisson, Victor Dave, James Guillaume, Alfred Naquet est membre de l'Alliance internationale de la démocratie socialiste, fondée en septembre 1868 par Michel Bakounine.
Celle-ci affirme vouloir avant tout l'abolition définitive et entière des classes et l'égalisation politique, économique et sociale des individus des deux sexes. L'Alliance reconnaît que tous les États politiques et autoritaires existants devaient disparaître dans l'union universelle des libres fédérations, tant agricoles qu'industrielles.

### Ami du général Boulanger

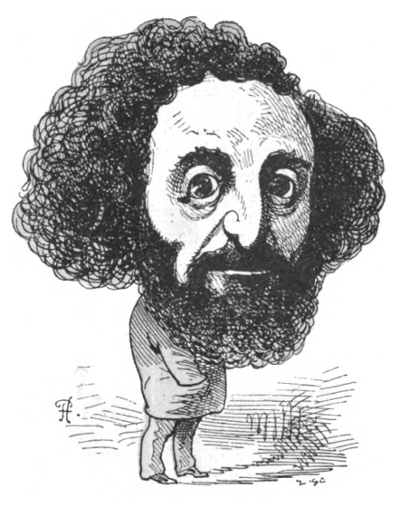
Caricature parue dans Le Trombinoscope de Touchatout en 1875.

Naquet décide ensuite de se réfugier en Espagne. À son retour, au début de la Troisième République, il devient député de Vaucluse en 1871 et siège à l’extrême gauche à l'Assemblée nationale. Son ouvrage de 1873, La République radicale, connaîtra une certaine audience à l'étranger puisqu'il sera traduit en japonais en 1883 sous la direction du démocrate Chōmin Nakae. Réélu en 1876, il est en mai 1877 l'un des signataires du manifeste des 363. Il est encore réélu en octobre de cette année, puis en 1881. En 1883, il est nommé sénateur de Vaucluse. Cet israélite mystique, socialiste[réf. nécessaire] et surtout républicain devient l’un des principaux animateurs du parti boulangiste. Bien que le mouvement boulangiste inclue de nombreux antisémites (Jules Delahaye, Lucien Millevoye, Maurice Barrès...), Alfred Naquet en exclut les propagandistes et la propagande antisémites d'Édouard Drumont[pas clair]. Il est le conseiller politique du général Boulanger à partir de juillet 1886 et le théoricien du boulangisme. Il participe à la création du mouvement du général par révisionnisme, antiparlementarisme et par amertume de ne pas avoir eu de portefeuille ministériel. Il a aussi de gros problèmes d'argent. 
Naquet incite Boulanger à faire plusieurs « coups de force », en juillet 1886, en fin de la même d'année puis en mai 1887, ce qui le fait exclure du groupe de sénateurs de l'extrême gauche. Naquet considère en 1888 que le réformisme est impossible et qu'il y a besoin d'une figure. Pour cela, il accepte l'alliance à droite dans une « marche parallèle » pour sauver la République à leur insu.
Après la victoire de janvier 1889, le boulangisme semble sur la voie de la réussite, cependant le gouvernement et les opportunistes réagissent rapidement en dissolvant la Ligue des patriotes et en mettant en accusation le 11 mars, avec d'autres boulangistes, Naquet, pour atteinte à la sûreté de l'État puis au délit d'association non autorisé, il a son immunité levée le jour même. Il est condamné le 15 avril à 100 francs d'amende. Lorsque la rumeur d'arrestation de Boulanger émerge, il est contre la fuite de celui-ci, estimant correctement que sans lui le mouvement périclitera. Après une première fuite le 14 mars, Naquet est contraint de faire une lettre à Boulanger pour le couvrir dans sa fuite. Finalement après l'augmentation de la pression du gouvernement, Boulanger fuit définitivement le 1er avril, sans que Naquet puisse le faire changer d'avis. Craignant une arrestation contre lui aussi, il se cache pendant deux jours avant de revenir normalement. 
Le 17 mars, à l'occasion d'un discours de Boulanger à Tours, que Naquet a écrit avant d'être fortement corrigé par les royalistes. Il accepte publiquement l'alliance temporaire avec les royalistes au nom de la « marche parallèle ».
En septembre 1889, il est élu député boulangiste, représentant de l'aile gauche boulangiste. Face à la défaite, il conseille à Boulanger de partir pour les États-Unis pour se faire oublier, ce que le général refuse. Invalidé mais réélu en janvier 1890, il réclame en vain la révision de la Constitution. Il quitte le Comité républicain national le 17 janvier, étant partisan de l'accalmie, tout en présidant le groupe boulangiste à la Chambre. Il s'oppose frontalement et publiquement contre toute alliance ou rapprochement des boulangistes avec les antisémites. Après le premier tour désastreux des municipales de Paris, il fait partie des boulangistes qui vont chercher Boulanger à Jersey pour tenter de faire revenir le général pour la dernière fois. Face au refus catégorique de celui-ci, Naquet  renonce définitivement à la cause du général, il est alors partisan de la dissolution du CRN et publie le 6 mai, un article cinglant sur la défaite du boulangisme. Avec Laguerre, il fonde l'Alliance républicaine démocratique socialiste pour récupérer les comités boulangistes de Paris, sans succès. Souhaitant mettre définitivement hors de la course Boulanger et continuer sa carrière politique sans lui, il commande, toujours avec Laguerre, à Mermeix de faire publier une série d'articles dans Le Figaro révélant la place de Boulanger dans l'alliance royaliste tout en évitant de salir le Comité républicain national. Publié entre le 19 août et le 22 octobre 1890, Les coulisses du boulangisme entraîne rapidement une tempête des militants et des médias qui comprennent facilement que les auteurs sont Naquet et Laguerre. À partir du 27 août, Naquet de nombreux articles contre Boulanger et doit se défendre contre son implication dans l'alliance royaliste aussi révélée par d'autres articles. Il annonce d'abord renoncer à la politique avant d'y renoncer le 15 septembre face à une attaque de Boulanger le traitant de non-républicain. À la mi-octobre, il révèle de lui-même que Boulanger a bien directement utilisé Dillon pour obtenir l'argent des royalistes et vivre dans le luxe. Le 9 mai 1891, Boulanger déclare depuis Jersey ne plus vouloir la révision. Naquet peut alors définitivement dire qu'il n'a plus rien à avoir avec le général. Malgré la déchéance du boulangisme, Naquet est réélu en 1893, de justesse et grâce aux voix de la droite.
Il serait par ailleurs franc-maçon [réf. à confirmer]. En mai 1895, il fait un discours dénonçant l'incohérence de l'antisémitisme, défendant par ailleurs « la fusion » des Juifs « dans la grande masse des citoyens français ».

### Scandale de Panama

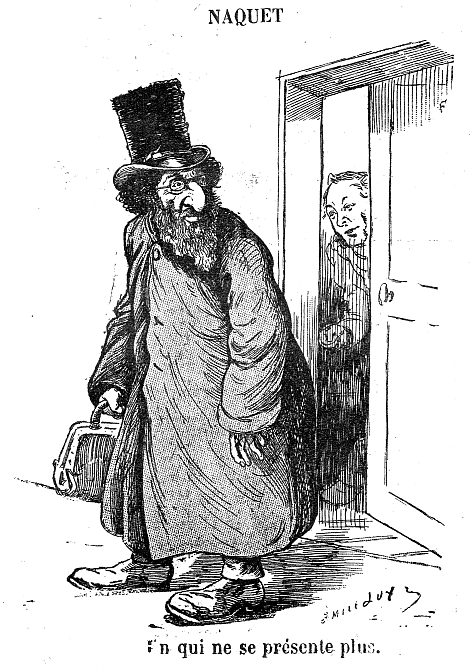
Caricature antisémite parue dans La Libre Parole en 1893.

Alfred Naquet est poursuivi lors de l'affaire de Panama en 1896 et fuit pour Londres. Il ne revient qu'en 1898 pour son procès où il est acquitté. Il abandonne alors la vie politique et se consacre à l'écriture d'ouvrages socialistes et de traités de chimie. Il devient la cible des antisémites et des caricaturistes qui le représentent souvent en Quasimodo. Léon Daudet en fait l'une de ses cibles de prédilection lorsqu'il est question de défendre la famille et la patrie, conformément au « nationalisme intégral » prôné par l'Action française. Partisan de l’amour libre, ennemi du mariage, Naquet parvient à faire passer sa loi sur le divorce en France, le 27 juillet 1884. Il s'attire les foudres des milieux catholiques et traditionalistes, qui tirent prétexte de ses origines juives, de son implication dans l'affaire de Panama et de ses liens avec les anarchistes pour l'accuser de conspiration. Les antisémites s'en prennent à lui comme auteur de la loi sur le divorce et le surnommant « l'ange du divorce et le démon du mariage ». Une caricature est publiée dans La Libre Parole le 12 août 1893 avec la légende : « Un qui ne se présente plus ». D'autres caricatures paraissaient déjà dans la revue Le Voleur en 1882.  Il rejoint le socialisme en 1900, puis l'anarchisme, continuant à écrire jusqu'à sa mort.

### Incessante lutte pour le divorce

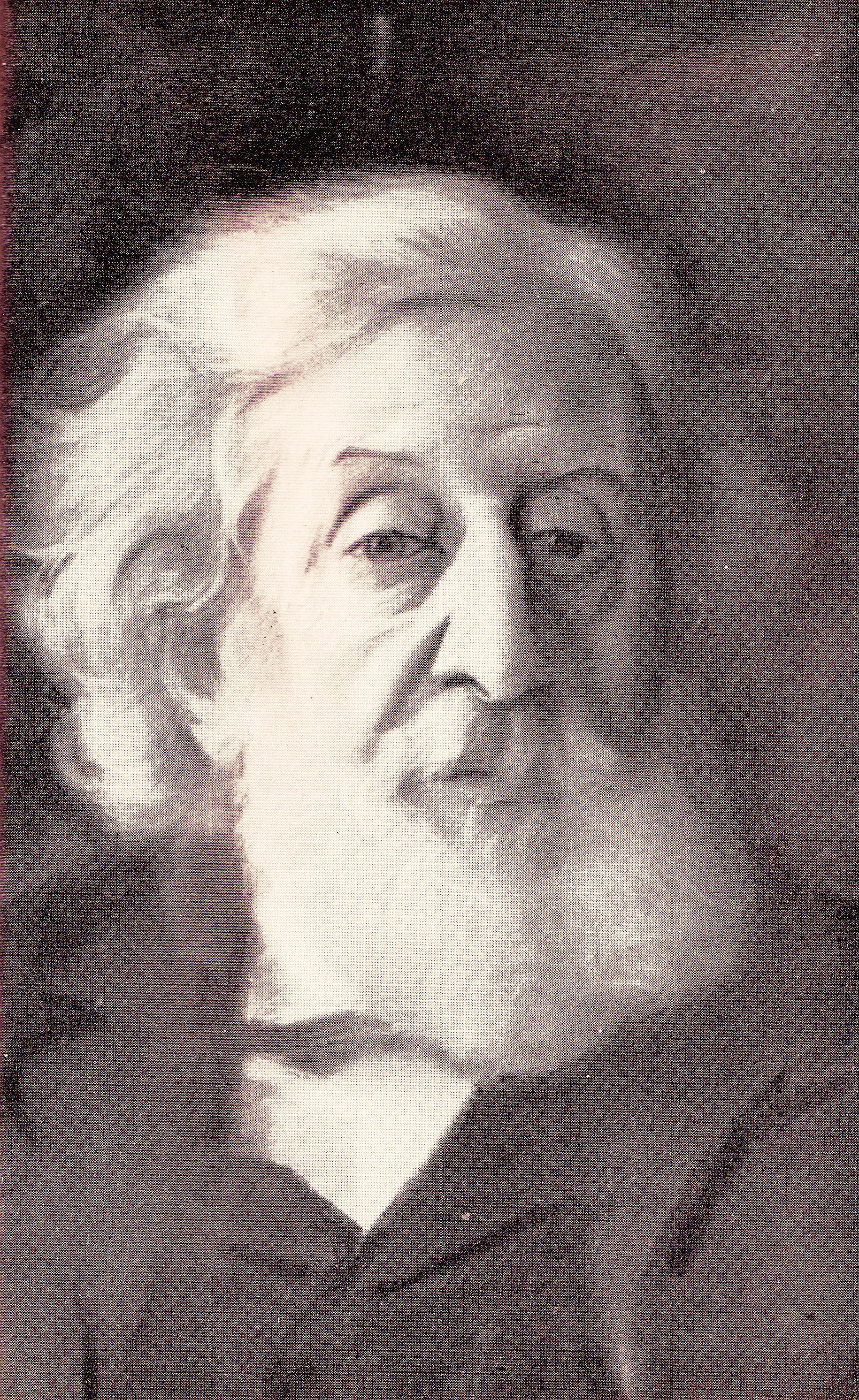
Alfred Naquet, fusain d'Alexandrovitch.

Vers 1875, alors que flotte un certain esprit de liberté, le député Alfred Naquet dépose successivement trois propositions de loi dans le sens du divorce pour faute, afin de rétablir celui-ci, naguère autorisé par la loi de 1792. Après plusieurs échecs,  il parvient à ouvrir de nouveaux débats à l'Assemblée, le 26 mai 1884. S'y affrontent deux camps :  l'esprit de « Lumières » anticlérical et laïc face à la tradition catholique. Le conflit est très violent et tourne au débat politique où le bon sens et la courtoisie sont vite oubliés.
Lors de l'ultime vote, 355 députés votent pour et 115 contre. Voté par la gauche et le centre-gauche, le texte est définitivement adopté par le Sénat le 27 juillet 1884. Les catholiques, pour qui la séparation de corps doit être maintenue, ont voté contre.
Cette loi n'établit pas le divorce par consentement mutuel ou pour incompatibilité d'humeur. Il faut des excès, des sévices, des injures graves ou la condamnation à une peine afflictive ou infamante, qui rendent intolérable le lien du mariage, pour que le divorce soit prononcé, à la demande du mari ou de la femme. La preuve de la faute est donc indispensable. Le divorce est prononcé soit aux torts exclusifs, soit aux torts partagés. L'« innocent » peut prétendre à une pension et à s'occuper des enfants.
Cette loi fait l'effet d'un choc et s'ensuivront des démissions massives dans la magistrature. Elle va règlementer le divorce pendant presque cent ans, car les modifications subies entre-temps seront mineures.

## Publications

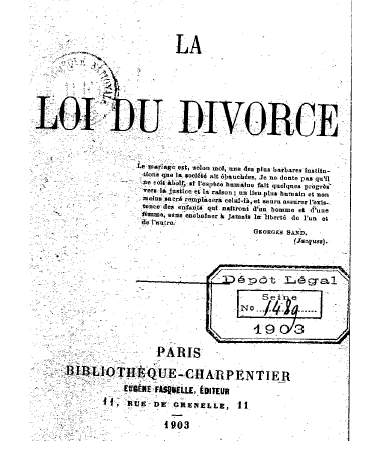
La Loi du divorce.

- De l'allotropie et de l'isomérie, J.-B. Baillière et fils, Paris, 1860[21]
- Des Sucres, F. Savy, Paris, 1863.
- Principes de chimie fondée sur les théories modernes, F. Savy, Paris, 1865[22]
- Religion propriété famille, Éditions Poupart Davyl, Paris, 1869.
- Le Divorce, Paris, E. Dentu, 1877., tableau dépliant en fin.

- Cri d'un honnête homme qui se croit fondé en droit naturel et divin à répudier sa femme ; Librairie A. Marescq, Paris, 1879.

- Le Divorce, E. Dentu, Paris, 1881.

- La Séparation de corps et le divorce à l'usage des gens du monde et la manière de s'en servir. Manuel des époux mal assortis. Lettre de M. Alfred Naquet, Paris, Jouvet, 1882. In-12, broché, illustrée par P. Kaufmann. Tirage numéroté, sur Hollande. À la fin huit pages de catalogue de l'éditeur.
- Questions constitutionnelles, E. Dentu, Paris, 1883
- Socialisme collectiviste et socialisme libéral, E. Dentu, Paris, 1890[23]
- Discours prononcé le 28 septembre 1888, au cercle révisionniste de Marseille, Imprimerie de Gros, Avignon, 1888[24]
- Temps du futurs. Socialisme, anarchie, P.-V. Stock, Paris, 1900[25]
- L'Humanité et la Patrie, P.-V. Stock, Paris, 1901[26]
- La Loi du divorce, E. Fasquelle, 1903[27]
- L'Anarchie et le collectivisme, E. Sansot, Paris, 1904[28]
- Une Crise dans la Science, La Revue d'Italie, Rome, 1904
- Désarmement ou alliance anglaise, E. Sansot, Paris, 1908
- Vers l'union libre, E. Juven, Paris, 1908.
- Néo-mathusisme et socialisme, avec G. Hardy, Éditions de Génération Consciente, 1910.
- Le Sionisme, La Société nouvelle..., janvier 1911, pages 24-34.
- Alfred Naquet sans concession pour Raoul Duval, Traces écrites, Neussargues.